# Deutscher Filmpreis du meilleur film
Le Deutscher Filmpreis du meilleur film (Bester Spielfilm, anciennement Bester programmfüllender Spielfilm), dit « Lola d'or », est le principal prix remis lors de la cérémonie annuelle des Deutscher Filmpreis, qui récompense les meilleures productions cinématographiques de l'année en Allemagne.

## Palmarès

### Années 1950
- 1951 : Petite Maman (Das doppelte Lottchen)
- 1952 : pas de prix
- 1953 : Les Amants tourmentés (Nachts auf den Straßen)
- 1954 : Le Chemin sans retour (Weg ohne Umkehr)
- 1955 : L'Amiral Canaris (Canaris)
- 1956 : pas de prix
- 1957 : Le Capitaine de Köpenick (Der Hauptmann von Köpenick)
- 1958 : La Nuit quand le diable venait (Nachts, wenn der Teufel kam)
- 1959 : Les soldats ne sont pas de bois (Helden)

### Années 1960
- 1960 : Le Pont (Die Brücke)
- 1961 : pas de prix
- 1962 : Le Pain des jeunes années (Das Brot der frühen Jahre)
- 1963 : 
  - La Nuit la plus longue (Die endlose Nacht)
  - Les Tueurs du R.S.R.2 (Das Feuerschiff)
- 1964 : Kennwort... Reiher
- 1965 : Das Haus in der Karpfengasse
- 1966 : Les Désarrois de l'élève Törless (Der junge Törless)
- 1967 : Anita G. (Abschied von gestern)
- 1968 : Tatouage (Tätowierung)
- 1969 : Les Artistes sous les chapiteaux : Perplexes (Die Artisten in der Zirkuskuppel: Ratlos)

### Années 1970
- 1970 : 
  - Le Bouc (Katzelmacher)
  - Malatesta
- 1971 : Erste Liebe
- 1972 : Trotta
- 1973 : Die Sachverständigen
- 1974 : Le Piéton (Der Fußgänger)
- 1975 : Lina Braake fait sauter la banque (Lina Braake)
- 1976 : Le calme règne dans le pays (Es herrscht Ruhe im Land)
- 1977 : Heinrich
- 1978 : La Cellule en verre (Die gläserne Zelle)
- 1979 : Le Tambour (Die Blechtrommel)

### Années 1980
- 1980 : Die letzten Jahre der Kindheit
- 1981 : Jede Menge Kohle
- 1982 : Les Années de plomb (Die bleierne Zeit)
- 1983 : L'État des choses (Der Stand der Dinge)
- 1984 : Le Pays où rêvent les fourmis vertes (Wo die grünen Ameisen träumen)
- 1985 : Colonel Redl (Oberst Redl)
- 1986 : Rosa Luxemburg (Die Geduld der Rosa Luxemburg)
- 1987 : pas de prix
- 1988 : Les Ailes du désir (Der Himmel über Berlin)
- 1989 : Yasemin

### Années 1990
- 1990 : Dernière Sortie pour Brooklyn (Letzte Ausfahrt Brooklyn)
- 1991 : Malina
- 1992 : Schtonk !
- 1993 : pas de prix
- 1994 : Kaspar Hauser
- 1995 : Les Nouveaux Mecs (Der bewegte Mann)
- 1996 : L'Homme de la mort (Der Totmacher)
- 1997 : Rossini
- 1998 : Comedian Harmonists
- 1999 : Cours, Lola, cours (Lola rennt)

### Années 2000
- 2000 : L'Insaisissable (Die Unberührbare)
- 2001 : Contrôle d'identité (Die innere Sicherheit)
- 2002 : Nowhere in Africa (Nirgendwo in Afrika)
- 2003 : Good Bye, Lenin!
- 2004 : Head-On (Gegen die Wand)
- 2005 : Monsieur Zucker joue son va-tout (Alles auf Zucker!)
- 2006 : La Vie des autres (Das Leben der Anderen)
- 2007 : Quatre Minutes (Vier Minuten)
- 2008 : De l'autre côté (Auf der anderen Seite)
- 2009 : John Rabe, le juste de Nankin (John Rabe)

### Années 2010
- 2010 : Le Ruban blanc (Das weiße Band)
- 2011 : Vincent, ses amis et sa mer (Vincent will Meer)
- 2012 : Pour lui (Halt auf freier Strecke)
- 2013 : Oh Boy
- 2014 : Heimat
- 2015 : Victoria
- 2016 : Fritz Bauer, un héros allemand (Der Staat gegen Fritz Bauer)
- 2017 : Toni Erdmann
- 2018 : Trois Jours à Quiberon (3 Tage in Quiberon)
- 2019 : Gundermann
- 2020 : Benni (Systemsprenger)

### Années 2020
- 2021 : I'm Your Man (Ich bin dein Mensch)
- 2022 : Thomas le dissident (Lieber Thomas)
- 2023 : La Salle des profs (Das Lehrerzimmer)
- 2024 : Sterben
- 2025 : 5 septembre